# 喀麥隆地理

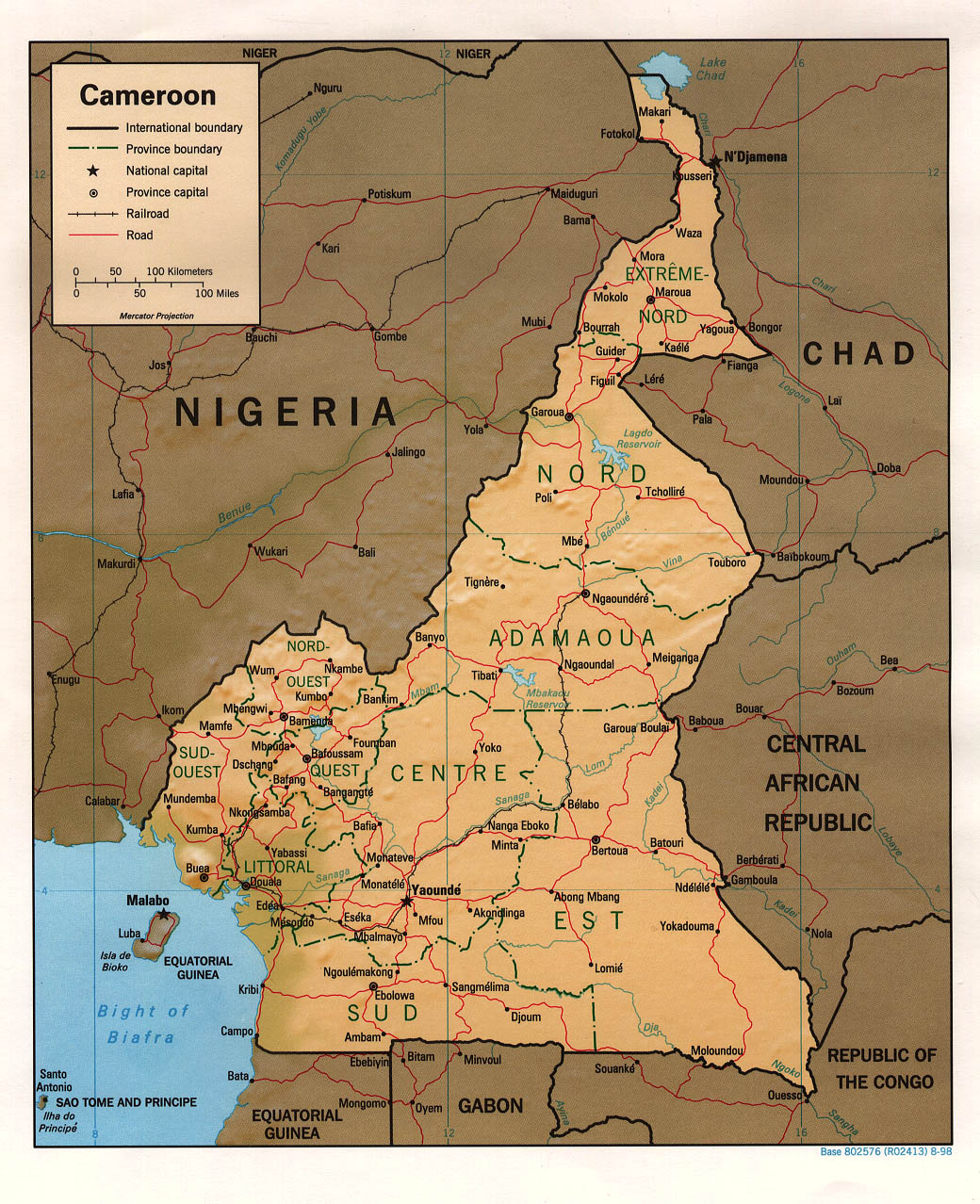
喀麥隆地圖

喀麥隆的面積有475,440平方公里，其中土地面積472,710平方公里，水域面積2,730平方公里。喀麥隆是世界面積第53大國家，大小相等于巴布亞新幾內亞，比美國的加利福尼亞州略大。喀麥隆地處非洲中部，臨比夫拉灣。喀麥隆有「迷你非洲」之稱，這是因為喀麥隆集中了非洲的所有主要氣候和植被，包括了山地、沙漠、雨林、薩瓦那等。喀麥隆可分為五個地理區，大多是按照氣候和植被來區分的。